# Irena Puzynianka

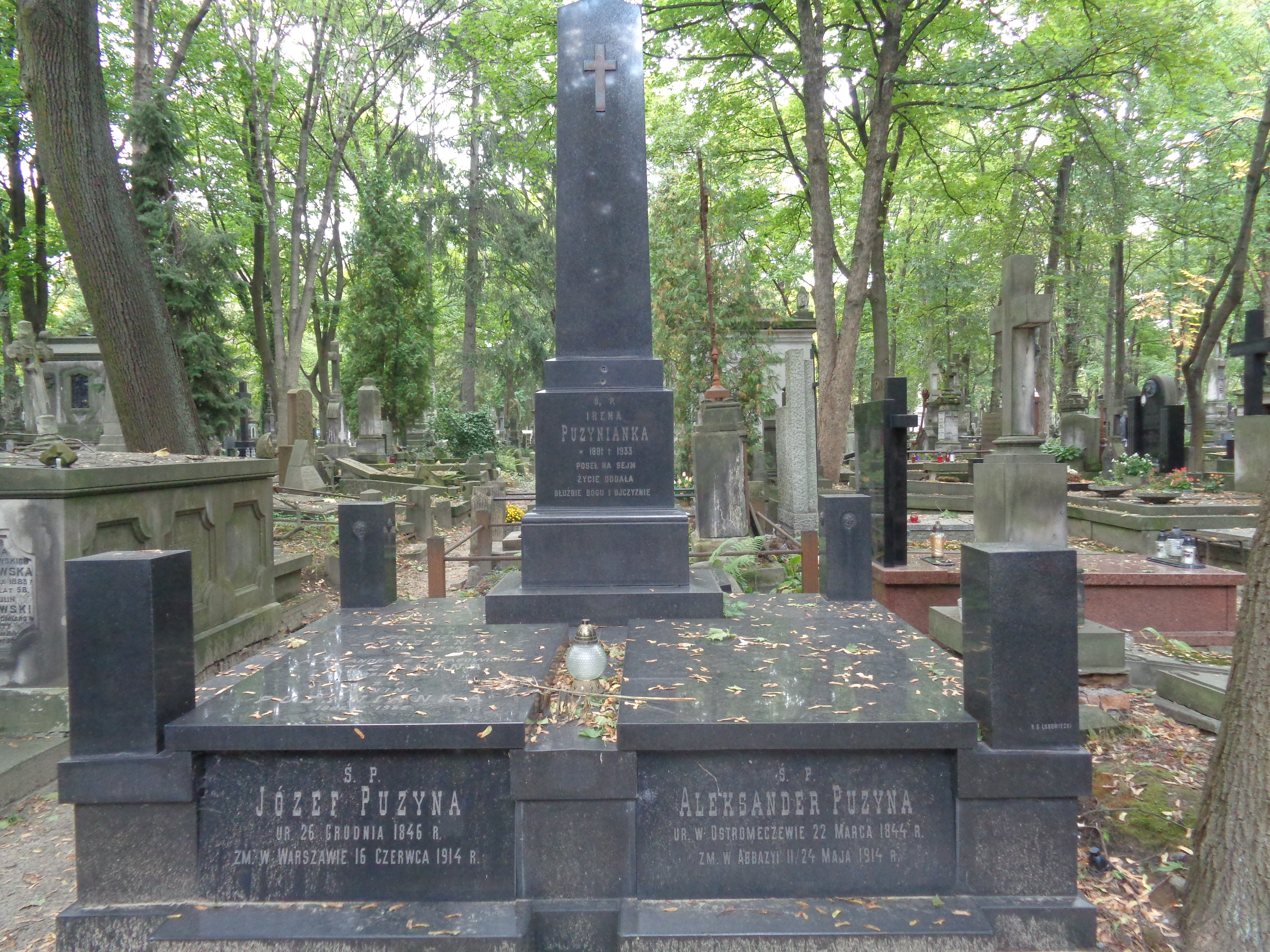
Grób Ireny Puzynianki na cmentarzu Powązkowskim

Irena Puzynianka (Puzyna) (ur. 21 marca 1881 w Hremiaczach koło Brześcia nad Bugiem, zm. 6 września 1933 w Poznaniu) – polska księżna, działaczka społeczna i katolicka, w latach 1921-1929 przewodnicząca Narodowej Organizacji Kobiet, posłanka na Sejm I kadencji II RP w latach 1922–1927 z ramienia Związku Ludowo-Narodowego.

## Życiorys

### Wczesne lata
Urodziła się w Hremiaczach. Córka ziemianina księcia Józefa Adolfa Puzyny i Marii Tekli z domu Okwietko-Szyszłło, siostra historyka Józefa Edwarda (1878–1949) i Janiny (1886–1962). Nie założyła rodziny.
Wykształcenie odebrała w Instytucie Sacre Coeur w Pressbaum pod Wiedniem. Po śmierci ojca w 1914 roku zajęła się zarządem rodzinnego majątku i prowadziła działalność oświatową wśród ludności wiejskiej do 1917 roku.

### I wojna światowa
W czasie I wojny światowej w sierpniu 1915 roku ewakuowana do Rosji. Udzielała się w polskich organizacjach charytatywnych. Jesienią 1916 roku wyjechała do Helsinek, gdzie kierowała szkółką, będąc też nauczycielką religii. Po rewolucji październikowej i przejęciu władzy przez bolszewików w 1917 roku wyjechała do Sztokholmu. Niemieckie władze okupacyjne nie zezwoliły jej na powrót do rodzinnego majątku. Po powrocie w kwietniu 1918 roku zajmowała się w Warszawie działalnością charytatywną i nauczaniem religii. Brała aktywny udział w Narodowej Organizacji Wyborczej Kobiet Polskich (NOWKP).

### W niepodległej Polsce
Uczestniczyła w kampanii wyborczej do Sejmu Ustawodawczego na rzecz ZLN. W latach 1921–1929 pełniła funkcję przewodniczącej Narodowej Organizacji Kobiet, powstałej z NOWKP. Od 1924 zwolenniczka opuszczenia przez NOK Międzynarodowej Organizacji Kobiet, która nie miała charakteru wyznaniowego. Uczestniczyła w akcji plebiscytowej na Górnym Śląsku. Utworzyła też Komitet Pomocy dla Repatriantów ''Polki Repatriantom'' (1921). W 1923 roku wzięła udział w międzynarodowym kongresie antyalkoholowym w Kopenhadze. Jesienią 1923 roku współorganizowała komitet „Chleb głodnym dzieciom”. Zainicjowała również założenie Komitetu stowarzyszenia „Opieka polska nad rodakami na Obczyźnie” (1926). W 1928 roku uczestniczyła w Międzynarodowym Kongresie Pracy Społecznej w Paryżu. Wskutek konfliktów wewnątrzorganizacyjnych w marcu 1929 roku złożyła mandat przewodniczącej NOK. Przeniosła się do Poznania, gdzie zajęła się organizacją filii stowarzyszenia „Opieka społeczna”, dla której uzyskała patronat ówczesnego prymasa, kardynała Augusta Hlonda. W lipcu 1930 roku wystąpiła na Pierwszym Krajowym Kongresie Eucharystycznym w Poznaniu, pod koniec 1930 roku wycofała się z działalności społecznej i poświęciła się opiece nad chorą matką. Została pochowana na cmentarzu Powązkowskim w Warszawie (kwatera L, rząd 4, grób 30-31).
Poświęcona jej tablica pamiątkowa znajduje się w kościele św. Krzyża w Warszawie.